# Bataille de la Tranchée
 (juin 2010).
Si vous disposez d'ouvrages ou d'articles de référence ou si vous connaissez des sites web de qualité traitant du thème abordé ici, merci de compléter l'article en donnant les références utiles à sa vérifiabilité et en les liant à la section « Notes et références ».
Guerres entre Musulmans et Coalisés
Batailles
Campagne contre les musulmans

- Uhud
- Tranchée

Campagne sous Mahomet

- Mu'tah
- La Mecque
- Hunayn

Guerres d'apostasie

- Buzakha
- Ghamra
- Naqra
- Zafar
- Al-Yamana

Conquête de la Perse sassanide

- Bataille des Chaînes (en)
- Bataille de River (en)
- Ullais (en)
- Walaja (en)
- Hira
- Dawmat al-Jandal (en)
- al-Anbar (633) (en)
- Ayn al-Tamr (en)
- Firaz (en)

Conquête de la Syrie byzantine

- Marj Rahit (en)
- Bosra (634) (en)
- Ajnadayn
- Fahl
- Siège de Damas (634)
- Yarmouk
- Emesa (en)
- Siège d'Aleppo (en)
- Hazir (en)

Campagne d’Afrique

Campagne en Arménie et en Anatolie

- Bataille du pont de fer (en)

En 627, la bataille de la Tranchée est un des épisodes de la guerre entre le prophète Mahomet, exilé à Médine, et les habitants de La Mecque qui l'avaient contraint à l'exil en 622. Elle est aussi appelée bataille du Fossé, ou bataille des Coalisés, ce dernier nom se référant à la sourate XXXIII du Coran, Les Coalisés, qui prophétise le déroulement et l'issue de la bataille. Celle-ci fut très peu sanglante, la mêlée n'ayant pas eu lieu ; elle s'acheva par le retrait des troupes  coalisées contre Mahomet, retrait obtenu par la ruse.

## Histoire
Les sources relatant cet événement sont exclusivement musulmanes.
À cause des persécutions que Mahomet et les siens subirent à La Mecque, les musulmans mecquois émigrèrent à Médine (appelée alors Yathrib) en 622. Ce fut le début de l’hégire. Mahomet devint le dirigeant de Médine et rédigea le traité de Médine. Ce traité fut accepté par toutes les tribus de Médine, qu’elles soient arabes ou juives. Un des articles de ce traité oblige toutes les parties de défendre Médine contre toute attaque étrangère. En 624, Mahomet et les siens avaient gagné la bataille de Badr contre les Mecquois. En 625, menés par Abû Sufyân, les Mecquois du clan Quraychite avaient gagné la bataille de `Uhud. Mahomet y passe même pour mort. Après cette bataille, la tribu juive des Banû Nâdir complota pour assassiner Mahomet. En conséquence de cette trahison, ils furent exilés vers Khaybar.
La tribu polythéiste des Quraych de La Mecque (tribu dont le Prophète lui-même est issu) lança une troisième et dernière attaque contre Médine en 627. Ce fut la bataille du Fossé. Les Quraych voulaient se débarrasser une fois pour toutes de la communauté musulmane de Médine et de leur prophète, Mahomet. Ils formèrent une coalition avec plusieurs tribus arabes dont celle des Banu Ghatafan. Composées d’environ 10 000 hommes et 1 000 cavaliers, les armées marchèrent sur Médine. Pour Hichem Djaït, Les leaders juifs de Banu Nadir et les Arabes de Banu Wa'il furent les instigateurs de l'attaque. En revanche Tabarî indique que les Juifs, en grande partie, avaient quitté la région.
Mahomet fut averti de cette attaque et réunit ses compagnons pour discuter de la marche à suivre. Un Perse nommé Salman (سَلمَانُ الفَارِسِيُّ [salmān al-fārisīy]) conseilla à Mahomet de creuser un fossé autour du camp des musulmans afin de briser les charges de cavalerie. Le fossé faisait 20 coudées (10 mètres) de profondeur et 20 coudées de large. Selon différentes sources, il fallut tout un mois pour le creuser ou 6 jours,. Cette tactique courante chez les Perses était inconnue des Arabes. Médine étant pourvue de remparts, le fossé ne fut creusé qu’aux endroits où ceux-ci manquaient. Ces remparts étaient gardés par différentes tribus de Médine, dont la tribu juive des Banû Qurayza.
Lorsque le fossé fut fini, Mahomet et son armée de 3 000 hommes campèrent derrière pour attendre leurs ennemis, les coalisés. Les femmes et les enfants s'étaient réfugiés dans la maison fortifiée du poète médinois Hassân ibn Thâbit. Les armées ennemies arrivèrent et mirent le siège devant la ville. Vingt-six jours passèrent sans qu’aucun véritable combat n’ait été engagé, mis à part des échanges de flèches et des assauts infructueux de la cavalerie des coalisés. Un de ces assauts fut mené par ‘Amr bin ‘Abd Wadd qui avait vaillamment combattu à la bataille de Badr. `Alî et quelques hommes allèrent s’opposer à eux. ‘Amr leur demanda de se battre en duel avec l’un d’entre eux. `Alî accepta le duel et tua ‘Amr bin ‘Abd Wadd (par traîtrise, selon Tabari),,. 
Après vingt jours de siège, les vivres commencèrent à manquer dans les deux camps. Le prophète Mahomet voulut signer la paix avec l’ennemi pour alléger les souffrances de son peuple. Les chefs des principales tribus médinoises comprirent que Mahomet ne voulait signer la paix que pour leur bien. Alors ils lui demandèrent de ne pas signer, ce qu’il fit[pas clair].
Abû Sufyân, un chef des Qurayshites, avait conclu une alliance avec la tribu juive des Banû Qurayza. Ceux-ci avaient accepté de laisser entrer les troupes pour attaquer les musulmans malgré le traité qu’ils avaient signé avec le prophète Mahomet. Un nouveau converti, Nu`aym ibn Mas`ûd vint trouver le prophète Mahomet et lui offrit ses services. Sa conversion n’était pas encore connue de l’ennemi et il alla chez les Banû Qurayza pour essayer de semer la discorde. Il leur fit croire qu'Abu Sufyan risquerait en cas de défaite de les laisser sans protection. Il conseilla donc aux Banû Qurayza de demander des otages en échange du passage. Nu`aym ibn Mas`ûd alla ensuite trouver Abu Sufyan et ses compagnons. Il leur déclara que les Juifs s'étaient repentis de leur conduite envers Mahomet et qu’ils allaient leur demander des otages pour les donner aux musulmans. La ruse de Nu`aym fonctionna et sauva la ville.
Le siège des coalisés fut finalement rompu lorsqu’une tempête ravagea leur camp en épargnant celui de Mahomet. Les musulmans croient que ce fut la conséquence d’une intervention divine.

## Le sort de la tribu juive des Banû Qurayza
Tout de suite après la victoire inattendue des Médinois, Mahomet s’occupa de la traîtrise des Banû Qurayza.  
Après vingt-cinq nuits de siège, les Banû Qurayza acceptèrent de se rendre au jugement de Sa`d ibn Mu`âdh, un membre de la tribu des Banu Aws ("Fils de Aws", Arabe: بنو أوس) allié des Banu Qurayza.. Sa`d fut blessé d’une flèche lors de la bataille du fossé et fut transporté auprès de Mahomet. Il demanda aux deux parties si elles acceptaient son jugement, chose qui fut faite. Sa`d ibn Mu`âdh dit alors « Mon jugement sur les Banû Qurayza sera : que les hommes soient tués, que leurs biens soient répartis entre les musulmans et que les femmes et les enfants soient bannis. ». Mahomet répondit « Ton jugement, Sa`d, est le jugement de Dieu. »
Tous les hommes et des adolescents mâles (plus de six cents personnes) de la tribu des Banû Qurayza furent alors décapités, et les femmes et les enfants réduits en esclavage. Tel est le récit d'Ibn Hischâm qui est la plus ancienne source historique de la vie de Mahomet.

## Dans le Coran
La sourate XXXIII du Coran, Les Coalisés, aurait prédit cette bataille ; en tout cas, elle évoque son issue tragique pour la tribu des Banû Qurayza. Le terme "coalisés" désigne ici les Quraychites de la Mecque alliés à d'autres tribus arabes et aux tribus juives de Médine qui auraient trahi leur "alliance" avec Mahomet.

« Il a fait sortir de leurs forts ceux des gens des Écritures qui aidaient les confédérés ;
Il a jeté dans leurs cœurs la terreur et le désespoir ;
Vous en avez tué une partie, vous en avez réduit en captivité une autre.
27. Dieu vous a rendus héritiers de leur pays, de leurs maisons et de leurs richesses,
du pays que vous n’aviez jamais foulé jusqu’alors de vos pieds.
Dieu est tout-puissant. »– »

.